# رامون برنگر چهارم، کنت بارسلون
رامون برنگر چهارم که او را گاهی با لقب قدیس می‌خوانند، کنت بارسلون از ۱۹ اوت ۱۱۳۱ تا ۶ اوت ۱۱۶۲ بود که اتحادی میان کنت‌نشین بارسلون و پادشاهی آراگون برای تشکیل تاج آراگون برقرار کرد. 